# Isar (Schiff, 1930)
Die Isar war ein ehemaliger Fruchtdampfer namens Puma, der von der deutschen Kriegsmarine zu einem U-Boot-Begleitschiff umgebaut und im Zweiten Weltkrieg als solches eingesetzt wurde.

## Vorgeschichte
Das 2171 BRT große Kühlschiff Puma der Afrikanischen Frucht-Compagnie (AFC) (F. Laeisz) lief am 23. Oktober 1930 bei der Bremer Vulkan vom Stapel. Das Schiff war 97,6 m lang und 13,8 m breit und hatte 5,5 m Tiefgang. Seine Höchstgeschwindigkeit betrug 12,5 kn. Es brachte Bananen von Kamerun nach Hamburg.
Da die beim raschen Aufbau der U-Boot-Waffe benötigten und als Neubauten in Auftrag gegebenen U-Boot-Tender bzw. U-Boot-Begleitschiffe nicht schnell genug zur Verfügung standen, kaufte die Kriegsmarine mehrere geeignete Handelsschiffe an und ließ sie entsprechend umbauen. Auf diese Weise stellte sie in den Jahren 1938 und 1939 die U-Boot-Begleitschiffe Donau, Erwin Waßner, Lech und Isar in Dienst.

## Umbau
Die Kriegsmarine kaufte das Schiff am 3. August 1938 und ließ es ab 29. August bei F. Schichau zum U-Boot-Begleitschiff umbauen. Am 25. Juli 1939 wurde es unter dem neuen Namen Isar (Namensverfügung vom 29. August 1938) in Dienst gestellt. Das Schiff war nun 103,5 m lang und 13,8 m breit, hatte einen Tiefgang von maximal 5,87 m und verdrängte 3850 t. Die Stammbesatzung bestand aus 198 Mann, die Höchstgeschwindigkeit betrug 14 kn. Bewaffnet war das Schiff mit einer 8,8-cm Flak L/45, vier 3,7-cm-Flak und sechzehn 2-cm-Flak.

## Verwendung
Das Schiff wurde zunächst der 6. U-Flottille in Kiel, dann ab Januar 1940 der 2. U-Flottille in Wilhelmshaven zugewiesen. Im April 1941 kam es zur 27. U-Flottille, einer Ausbildungseinheit, in Gotenhafen. Am 15. Juni 1943 verlegte die Isar nach Pillau und stellte dort die 20. U-Flottille auf, ebenfalls eine Ausbildungseinheit, deren einziges permanent zugewiesenes Schiff die Isar selbst war und der sie bis zum März 1945 angehörte. Anschließend kam das Schiff bis Kriegsende zur 25. U-Flottille, einer Ausbildungseinheit in Travemünde.

## Verbleib
Nach Kriegsende wurde das Schiff sowjetische Kriegsbeute und am 19. Februar 1946 ausgeliefert. In der Sowjetischen Marine diente es danach unter dem Namen Niemen (russ.: Немен). Über seinen späteren Verbleib ist nichts bekannt.

## Kommandanten
- Juli 1939 – März 1940: Kapitänleutnant Oswald Neumann
- März 1940 – Juli 1940: Oberleutnant zur See d. R. Bugs
- Juli 1940 – Juli 1941: Oberleutnant zur See z.V. Schapler
- Juli 1941 – Dezember 1943: Korvettenkapitän Kaack
- Dezember 1943 – Mai 1945: Kapitänleutnant Lindke